# Demba (territoire)
Le territoire de Ndemba est un territoire de la province du Kasaï central en république démocratique du Congo.

## Géographie
Limité au nord par le Territoire de Mweka (Kasaï), au niveau de la rivière Luembe; au sud, par la Commune de Lukonga; à l’Est par le Territoire de Dimbelenge et à l’Ouest, par le Territoire de Luebo et une partie de Territoire de Kazumba, il s'étend au nord-ouest de la province.

### Climat
Demba connaît un climat tropical subdivisé en deux saisons, à savoir : la saison de pluie et la saison sèche. La température moyenne varie de 25 à 30 °C.

### Sol, végétation, relief et sous-sol
Demba a un sol argilo-sablonneux, avec une végétation couverte de la forêt et de la savane. Demba présente un relief comportant les collines et les plaines.
Son sous-sol contient du diamant exploité d’une manière artisanale.

## Histoire
Il a été créé par Ordonnance–loi no 025/AIMO du 1er juillet 1945 du Gouverneur Général. Avant la réforme administrative de 2015, il fait partie du district de la Lulua.

## Administration

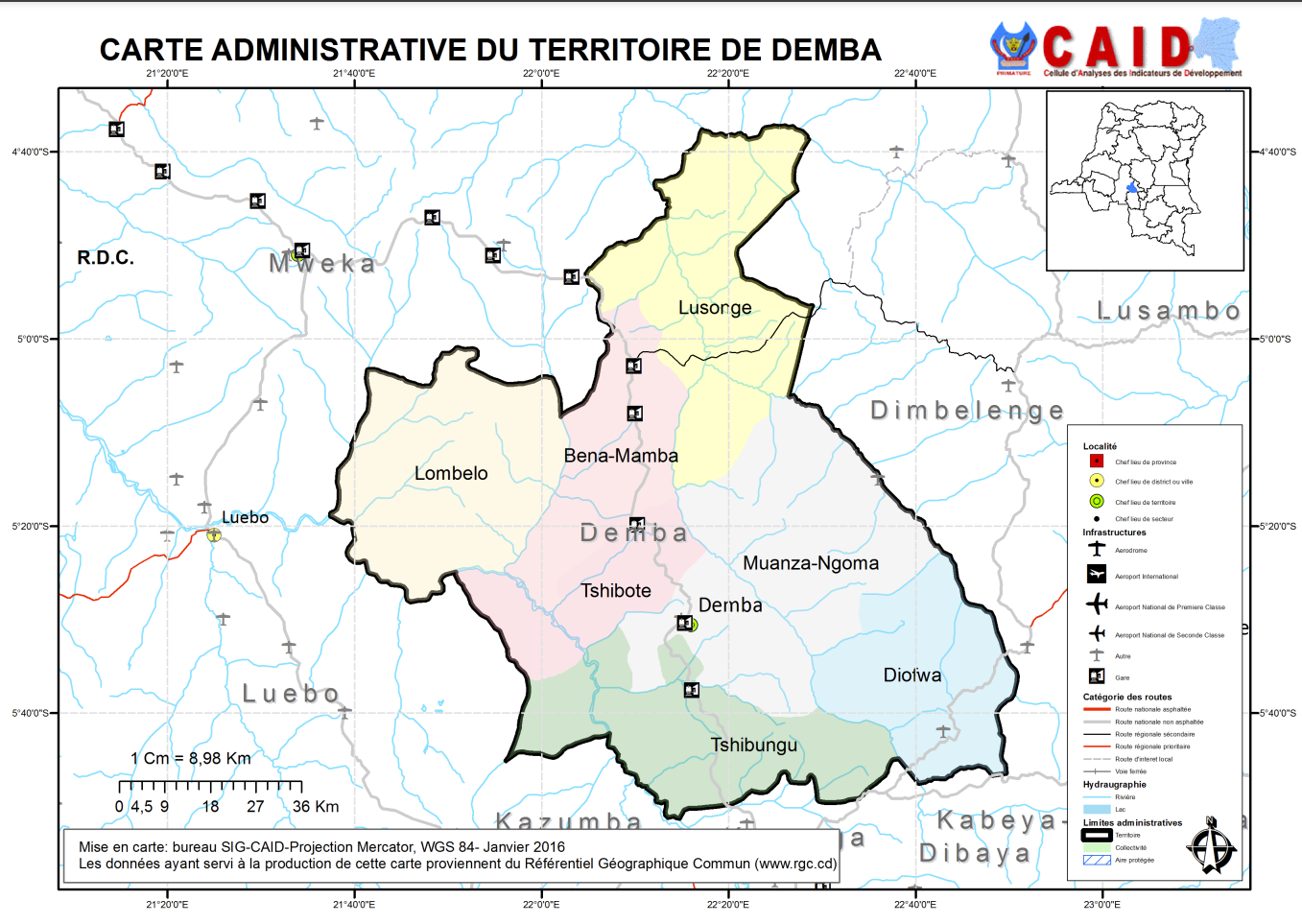
Territoire de Ndemba

Le territoire de Ndemba possède deux cités et sept secteurs.
- Cité de Ndemba, chef-lieu du territoire.
- Cité de Bena-Leka

1. Secteur de Diofwa. Constitué de 7 Groupements: 
- Bakwa-Lonji
- Bakwa-NKunda
- Bakwa-Lusabi
- Bakwa-Ngandu
- Bena-Kamuanga
- Bena-Mpeta
- Bena-Tshikulu

2. Secteur de Lombelo, constitué de 14 Groupements:
- Bakwa-Kabola/Mbombo I
- Bakwa-Mputu
- Bakwa-Tshiaba/Bisamba
- Bena-Kalombo/Mbombo II
- Bena-Kapuki
- Bena-Mafudi
- Bena-Mafudi II/Bena-Kabuanda
- Bena-Tshianza
- Bena-Tshipata
- Bena-Tshiulu
- Bena-Luela
- Bena-Mulenga I
- Bena-Mulenga II
- Tshisense/ Bena-Disanga

3. Secteur de Lusonge, constitué de 7 Groupements: 
- Bakwa-Mbuyi
- Bakwa-Ntamba
- Bena-Diulu
- Bena-Milombe
- Bena-Mukamba
- Bena-Tshijiba
- Tshita Kanyoka/Bakwa-Mwanza

4. Secteur de Bena-Mamba, constitué de 6 Groupements:
- Bakwa-Longo
- Bakwa-Lusabi
- Bakwa-Mbalayi
- Basangana
- Bena-Mbala
- Bena-Mbulu

5. Secteur de Muanza-ngoma, constitué de 6 Groupements:
- Bakwa-Beya (Lomba)
- Bakwa-Bumba
- Bakwa-Ndafunyi
- Bakwa-Tshinga
- Bena-Kasanganaie
- Bena-Tshiadi/Mutebengele

6. Secteur de Tshibote, constitué de 11 Groupements: 
- Bakwa-Kabunda
- Bakwa-Lubi
- Bakwa-Mpika
- Bakwa-Mulamba Nkanga
- Bena-Kabasele
- Bena-Lupongo
- Bena-Mbiye
- Bena-Kadiebue
- Bena-Tshiadi
- Bena-Tshidila
- Mulumba wa Mulumba

7. Secteur de Tshibungu, constitué de 12 Groupements:
- Bajila-Mpampi
- Bakuanga Mule
- Bakwa-Tshishimbula
- Bakwa-Lule Busantu
- Bakwa-Mbayi
- Bakwa-Muashi
- Bakwa-Tshipamba
- Bambu
- Basonge
- Batetela
- Ben'eki
- Tshikwa Mukalenga

### Communes
Le territoire compte deux communes rurales de moins de 80 000 électeurs.
- Bena-Leka, (7 conseillers municipaux)
- Demba, (7 conseillers municipaux)

## Population
La population de Demba est dominée par les Luluwa auxquels il faut ajouter les Songye, Bakualuntu[Quoi ?] et les Kubas.